# Ture Königson
Ture König Königson, född 21 juni 1910 i Göteborg, död 13 oktober 1994 i Göteborg, var en svensk folkpartistisk riksdags- och kommunpolitiker och verkstadsarbetare, som 1959 avgjorde voteringen i Sveriges riksdag om allmän tilläggspension (ATP) i Sverige genom att lägga ner sin röst.
Ture Königson var verkstadsarbetare vid Götaverken från 1946 och blev ledamot av Göteborgs stadsfullmäktige 1951 fram till 7 december 1952, av löne- och tjänstenämnden 1951–1953, av styrelsen för Göteborgs stads yrkesskolor 1951–1952, av styrelsen för Otto och Anna Platins fond 1951–1952 och av styrelsen för Bostads AB Framtiden 1952–1961, ledamot av beredningen för avkortning av kommunalutskylder 1949–1950. Han var nämndeman vid Göteborgs rådhusrätt 1949–1955 samt revisor för Olof och Caroline Wijks Stiftelse 1951–1952.  
Königson var ledamot av Sveriges riksdags andra kammare 1953–1960 för Göteborgs stads valkrets. I riksdagen var han bland annat ledamot i allmänna beredningsutskottet 1957–1960 och suppleant i andra lagutskottet 1953–1960. Han var särskilt engagerad i arbetsmarknadspolitik, och var även ledamot av Folkpartiets förtroenderåd 1952–1958 och av partistyrelsen 1958–1960. Efter att Königson avgjort beslutet i den blockskiljande pensionsfrågan till regeringens fördel – han hade i förväg aviserat sin avsikt att inte rösta emot ATP-förslaget om det ställdes mot något av oppositionens två huvudförslag – var han i praktiken politiskt död; hans uppdrag inom folkpartiet förnyades inte och han ställdes utanför valbar plats på valsedlarna inför 1960 års riksdagsval.
Ture Königson var son till typograf Carl Königson och Judit Johansson. Han gifte sig 1947 med Emy Larsson. Makarna är begravda på Fridhems kyrkogård i Göteborg.